# 劳埃德狸藻
劳埃德狸藻（學名：Utricularia lloydii）为狸藻屬一年生极小型至小型食虫植物。其种加词“lloydii”来源于英国植物学家弗朗西斯·欧内斯特·劳埃德（Francis Ernest Lloyd）。劳埃德狸藻分布于中美洲及南美洲，存在于玻利维亚、巴西、巴拿马、苏里南及委内瑞拉。劳埃德狸藻陆生于稀树草原内潮湿的砂质土壤中，海拔分布范围为0至600米。E·M·默尔（E. M. Merl）最先描述了劳埃德狸藻。1932年，弗朗西斯·欧内斯特·劳埃德正式描述了劳埃德狸藻。